# Морури (Верона)
Морури је насеље у Италији у округу Верона, региону Венето.
Према процени из 2011. у насељу је живело 92 становника. Насеље се налази на надморској висини од 420 м.